# Communauté de communes de Marana-Golo
La communauté de communes de Marana-Golo est un établissement public de coopération intercommunale situé dans le département de la Haute-Corse en Corse et créé le 1er janvier 2013.

## Histoire
La communauté de communes est créée par arrêté préfectoral du 30 novembre 2012 entre seize communes ; elle est mise en place le 1er janvier 2013.  Elle réunit au départ seize communes situées au sud de Bastia, dont les trois principales (Borgo, Lucciana et Biguglia) ont refusé de rejoindre la communauté d'agglomération de Bastia pour plusieurs raisons (absence de proximité politique entre des communes orientées à droite et la ville de Bastia orientée à gauche, crainte d'une forte hausse des impôts locaux et habitude de coopération intercommunale au sein du SIVOM de la Marana),.
Au 1er janvier 2015, à la suite de la modification du schéma intercommunal de la Haute-Corse, le territoire comporte dix communes. D'un bassin de vie de plus de 23 000 habitants, elle est la communauté des communes la plus peuplée de l'île. 

## Communes membres
La communauté de communes est composée des 10 communes suivantes :

| Nom              | Code Insee | Gentilé      | Superficie (km2) | Population (dernière pop. légale) | Densité (hab./km2) |
| ---------------- | ---------- | ------------ | ---------------- | --------------------------------- | ------------------ |
| Lucciana (siège) | 2B148      | Luccianais   | 29,16            | 6 354 (2022)                      | 218                |
| Bigorno          | 2B036      |              | 8,94             | 94 (2022)                         | 11                 |
| Biguglia         | 2B037      | Bigugliais   | 22,27            | 7 638 (2022)                      | 343                |
| Borgo            | 2B042      | Borgolais    | 37,78            | 10 102 (2022)                     | 267                |
| Campitello       | 2B055      | Campitellais | 8,22             | 108 (2022)                        | 13                 |
| Lento            | 2B140      | Lentois      | 23,72            | 115 (2022)                        | 4,8                |
| Monte            | 2B166      |              | 14,91            | 619 (2022)                        | 42                 |
| Olmo             | 2B192      |              | 4,47             | 139 (2022)                        | 31                 |
| Scolca           | 2B274      | Scolcais     | 6,82             | 84 (2022)                         | 12                 |
| Vignale          | 2B350      | Vignalais    | 10,69            | 221 (2022)                        | 21                 |

## Démographie
| 1968  | 1975  | 1982  | 1990   | 1999   | 2008   | 2013   | 2019   |
| ----- | ----- | ----- | ------ | ------ | ------ | ------ | ------ |
| 5 351 | 7 913 | 9 920 | 11 903 | 14 925 | 19 249 | 22 179 | 24 031 |